# Laura Boccanera
Laura Boccanera (Roma, 13 settembre 1961) è una doppiatrice e direttrice del doppiaggio italiana.

## Biografia
È la doppiatrice ufficiale di Jodie Foster a partire dal film Dentro la grande mela in poi, ma ha doppiato anche le attrici Robin Wright, Catherine Keener, Andie MacDowell, Annabella Sciorra, Julia Roberts, Sandra Bullock, Famke Janssen, Winona Ryder in diverse significative interpretazioni e Jada Pinkett Smith in Il professore matto.
Ha dato la voce a Courtney Thorne-Smith nel serial Melrose Place e nella sitcom La vita secondo Jim, Lara Flynn Boyle in The Practice - Professione avvocati, Kate Walsh in Grey's Anatomy e Private Practice, Angie Harmon in Law & Order - I due volti della giustizia e Women's Murder Club, Kimberlin Brown nel ruolo di Sheila Carter in Febbre d'amore e Beautiful, ai personaggi Disney Belle in La bella e la bestia, La bella e la bestia - Un magico Natale e Il mondo incantato di Belle, Paperina, Nala adulta nei film Il re leone e Il re leone II - Il regno di Simba, Judy Jetson in I pronipoti, Morgana MacCawber in Darkwing Duck, Miranda Wright in Bonkers gatto combinaguai, Sadira in Aladdin e Teela nella prima stagione di He-Man e i dominatori dell'universo.
Uno dei ruoli che l'ha contraddistinta nel campo dell'animazione è quello di Candy Candy nell'omonima serie televisiva giapponese. Nel 2020, a quarant'anni dal doppiaggio della serie, è tornata a prestare la sua voce al personaggio nel booktrailer del romanzo Candy Candy - Il romanzo completo.

## Vita privata
È sorella maggiore del doppiatore Fabio Boccanera, zia del doppiatore Federico Boccanera e cugina dei doppiatori Massimo, Emanuela e Riccardo Rossi.

## Doppiaggio

### Cinema
- Jodie Foster in Dentro la grande mela, Il silenzio degli innocenti, Il mio piccolo genio, Nell, Contact, Anna and the King, Panic Room, The Dangerous Lives of Altar Boys, Una lunga domenica di passioni, Flightplan - Mistero in volo, Inside Man, Il buio nell'anima, Alla ricerca dell'isola di Nim, Motherhood - Il bello di essere mamma, Mr. Beaver, Carnage, Elysium, Hotel Artemis, The Mauritanian
- Helena Bonham Carter in Planet of the Apes - Il pianeta delle scimmie, Harry Potter e l'Ordine della Fenice, Harry Potter e il principe mezzosangue, Harry Potter e i Doni della Morte - Parte 1, Harry Potter e i Doni della Morte - Parte 2, One Life
- Robin Wright in Toys - Giocattoli, Bugie, baci, bambole & bastardi, Una casa alla fine del mondo, Wonder Woman, Blade Runner 2049, Justice League, Wonder Woman 1984
- Julia Roberts in A letto con il nemico, Scelta d'amore - La storia di Hilary e Victor, Inviati molto speciali, Prêt-à-Porter, Notting Hill, Mona Lisa Smile
- Catherine Keener in Truman Capote - A sangue freddo, Percy Jackson e gli dei dell'Olimpo - Il ladro di fulmini, Cyrus, Trust, Una fragile armonia, Scappa - Get Out
- Sandra Bullock in The Vanishing - Scomparsa, Loverboy, Crash - Contatto fisico, Premonition, The Blind Side, Corpi da reato
- Annabella Sciorra in La notte che non c'incontrammo, Triplo gioco, Mr. Wonderful, Cadillac Man - Mister occasionissima, Prova a incastrarmi - Find Me Guilty
- Winona Ryder in Schegge di follia, Alien - La clonazione, La seduzione del male, Riccardo III - Un uomo, un re, Lost Souls - La profezia
- Deborah Kara Unger in Crash, Hurricane - Il grido dell'innocenza, Leo, Silent Hill, Silent Hill: Revelation 3D
- Joan Allen in The Bourne Supremacy, The Bourne Ultimatum - Il ritorno dello sciacallo, Litigi d'amore, Hachiko - Il tuo migliore amico, The Bourne Legacy, Room
- Andie MacDowell in Sesso, bugie e videotape, Bad Girls, Amori in città... e tradimenti in campagna, La vittoria di Luke - The 5th Quarter
- Famke Janssen in Conflitto di interessi, Le regole del delitto perfetto, Nascosto nel buio, Fa' la cosa sbagliata, Hansel & Gretel - Cacciatori di streghe
- Juliette Lewis in Kalifornia, Assassini nati - Natural Born Killers, Strange Days, Conflitti del cuore
- Kristin Scott Thomas in Ti amerò sempre, L'amante inglese, My Old Lady, Suite francese
- Lili Taylor in Haunting - Presenze, Factotum, L'evocazione - The Conjuring, Maze Runner - La fuga
- Anne Parillaud in Nikita, Avik e Albertine, Fino alla follia, Terra promessa
- Sela Ward in Studio 54, The Day After Tomorrow - L'alba del giorno dopo, Independence Day - Rigenerazione
- Melanie Griffith in La strada per il paradiso, Uno sconosciuto alla porta, Vite sospese
- Kate Walsh in Legion, Il viaggio delle ragazze, A Modern Family
- Tia Carrere in Fusi di testa, Fusi di testa 2, True Lies
- Shawnee Smith in Saw II - La soluzione dell'enigma, Saw III - L'enigma senza fine, Saw IV, Saw V, Saw VI, Saw X
- Samantha Bond in Il domani non muore mai, Il mondo non basta, La morte può attendere
- Lena Olin ne Il delitto Fitzgerald, Treno di notte per Lisbona, Spaceman
- Madeleine Stowe in L'esercito delle 12 scimmie, La figlia del generale, Octane
- Jennifer Lopez in U Turn - Inversione di marcia, The Cell - La cellula
- Mary Steenburgen in Buon compleanno Mr. Grape, In the Electric Mist - L'occhio del ciclone
- Rita Wilson in Music Graffiti, È complicato
- Mary Elizabeth Mastrantonio in Robin Hood - Principe dei ladri, Conflitto di classe
- Susan Lynch in Beautiful Creatures, La vera storia di Jack lo squartatore - From Hell
- Kathrine Narducci in The Irishman, Capone
- Sophie Marceau in Braveheart - Cuore impavido
- Laurie Metcalf in Lady Bird
- Courteney Cox in Ace Ventura - L'acchiappanimali
- Jada Pinkett Smith in Il professore matto
- Nicole Kidman in Da morire
- Jeanne Tripplehorn in Basic Instinct
- Heather Langenkamp in Nightmare - Dal profondo della notte
- Daryl Hannah in I passi dell'amore - A Walk to Remember
- Lena Headey in Mowgli - Il libro della giungla
- Jennifer Beals in In the Soup (Un mare di guai)
- Drew Barrymore in Batman Forever
- Demi Moore in Mr. Brooks
- Ángela Molina in 1492 - La conquista del paradiso
- Heike Makatsch in Love Actually - L'amore davvero
- Rena Owen in Once Were Warriors - Una volta erano guerrieri
- Diane Lane in Murder at 1600 - Delitto alla Casa Bianca
- Deidre Goodwin in Chicago
- Vivica A. Fox in Independence Day
- Calpernia Addams in Transamerica
- Suzanne Somers in La signora ammazzatutti
- Christine Elise in La bambola assassina 2
- Mabel Lozano in Natale sul Nilo
- Katell Laennec in Malabimba
- Valeria Golino in Via da Las Vegas
- Monica Bellucci in La riffa
- Elizabeth Taylor in Gran Premio (ridoppiaggio)
- Nora Zinsky in Moebius
- Shin Eun-kyung in Ho sposato una gangster
- Olivia d'Abo in Star Wars - L'ascesa di Skywalker
- Lori Singer in Stati di alterazione progressiva
- Tracee Ellis Ross in L'assistente della star
- Dimple Kapadia in Tenet
- Pam Ferris in I figli degli uomini
- Anne Brochet in Storia di Marie e Julien
- Valérie Lemercier in Forte
- Béatrice Dalle in La belle histoire
- Meg Foster in Le streghe di Salem
- Isabella Ferrari in Fracchia contro Dracula
- Eliane Umuhire in A Quiet Place - Giorno 1

### Film d'animazione
- Belle (dialoghi) ne La bella e la bestia, La bella e la bestia - Un magico Natale, Il mondo incantato di Belle
- Principessa Odette (dialoghi) ne L'incantesimo del lago, L'incantesimo del lago 2 - Il segreto del castello, L'incantesimo del lago 3 - Lo scrigno magico
- Nala da adulta (dialoghi) ne Il re leone, Il re leone II - Il regno di Simba
- Ugga Crood ne I Croods, I Croods 2 - Una nuova era
- Judy Jetson ne I pronipoti - Il film, I pronipoti incontrano gli antenati
- Principessa Finlandese ne La Sirenetta - La più bella favola di Andersen
- Linus van Pelt in Sei stato eletto, Charlie Brown!, Non c'è tempo per l'amore, Charlie Brown!, È il Giorno del ringraziamento Charlie Brown, È un mistero, Charlie Brown!, Aspettando il cane di Pasqua, È il giorno di San Valentino, Charlie Brown!, Sei un campione, Charlie Brown!
- Lucy van Pelt in Corri più che puoi Charlie Brown
- Titti in Looney, Looney, Looney Bugs Bunny Movie (1° doppiaggio)
- Sally (dialoghi) in Nightmare Before Christmas
- Mephisto Dance in Hanappe Bazooka
- Mature in Crusher Joe
- Katy ne Le fantastiche avventure di Unico
- Inger in Atlantis - Il ritorno di Milo
- Gali in Bionicle: Mask of Light
- Valerie in Gaya
- Kyora in Inuyasha the Movie - L'isola del fuoco scarlatto
- Bianca in Kate - La bisbetica domata
- Bitsy ne La tela di Carlotta
- Zia Billie ne I Robinson - Una famiglia spaziale
- Jill ne Il gatto con gli stivali
- La Muerte ne Il libro della vita
- Frida Kahlo in Coco
- Rita la volpe in Jungle Jack - Il grande film del piccolo Ugo!
- Lady Vanity in Biancaneve e gli 007 nani
- Shadow in Yes! Pretty Cure 5 - Le Pretty Cure nel Regno degli Specchi
- Agente Matrigna in Agenzia Segreta Controllo Magia
- Marge in Soul
- Regina ne Il mostro dei mari

### Serie televisive
- Courtney Thorne-Smith in Melrose Place, La vita secondo Jim, Due uomini e mezzo
- Kate Walsh in Grey's Anatomy, Private Practice, Fargo, The Umbrella Academy
- Megan Follows in Anna dai capelli rossi, Anna dai capelli rossi - Il sequel
- Kimberlin Brown in Beautiful, Febbre d'amore
- Eve Best in The Honourable Woman, House of the Dragon
- Robin Wright in House of Cards - Gli intrighi del potere
- Mary Elizabeth Mastrantonio in Limitless
- Joan Allen in The Family
- Annie Parisse in The Following
- Kirstie Alley in Scream Queens
- Traylor Howard in Detective Monk e Mr. Monk's Last Case: A Monk Movie
- Paige Turco in The 100
- Marlee Matlin in Quantico
- Melissa Sue Anderson in La casa nella prateria (st. 4-9)
- Tia Carrere in Relic Hunter
- Necar Zadegan in Emily Owens
- Natalia Millán in Paso adelante
- Sherilyn Fenn in Una mamma per amica
- Annabeth Gish in The Bridge
- Mimi Rogers in X-Files
- Sabine Petzl in Guardia costiera
- Marguerite MacIntyre in The Vampire Diaries
- Joely Fisher in Til Death - Per tutta la vita
- Heather Hanson in Miss Reality
- Katey Sagal in 8 semplici regole
- Laurie Metcalf in The Big Bang Theory
- Jane Lynch in The L Word
- Omaira Abinade in Leonela
- Mayara Magri in Potere
- Edith González e Felicia Mercado in Rosa selvaggia
- Davina McCall in Dead Set
- Alex Meneses in Walker
- Samantha Ferris in Il diavolo in Ohio
- Altagracia Sarmiento in Il mondo di Berta (Amando te)
- Famke Janssen in Le regole del delitto perfetto
- Lena Olin in Mindhunter

### Miniserie televisive
- Désirée Becker in Piazza di Spagna
- Hunter Tylo in La figlia del maharajah

### Serie animate
- Sally in Sally la maga
- Zaffiro ne La principessa Zaffiro (ep. 38-52)
- Mimì Ayuhara in Mimì e la nazionale di pallavolo (ep. 1-26, 1º doppiaggio)
- Aika Morimura in Hello Spank
- Ylvi (2ª voce) in Vicky il vichingo
- Candy in Candy Candy
- Dorami in Doraemon (1º doppiaggio)
- Maria Antonietta in Lady Oscar
- Jenny in Mimì e le ragazze della pallavolo
- Lulù in Lulù l'angelo tra i fiori
- Suor Maria in Marco
- Kaori in Mila e Shiro - Due cuori nella pallavolo
- Kitta in Juny peperina inventatutto
- Temple in Temple e Tamtam
- Rubina in UFO Robot Goldrake
- Helena ne Il Grande Mazinga
- Adine l'Elegante in Sfondamento dei cieli Gurren Lagann
- Freme, Clair e Maria Crow in Galaxy Express 999
- Jeanne la figlia di Dario III e Principessa Ghiana di Iwaran ne Le nuove avventure di Lupin III
- Mai in Gakeen - Magnetico robot
- Michiru Saotome in Getter Robot
- Midori Fujiyama in Gaiking il robot guerriero
- Sanae in Daltanious
- Yoko Misaki in Godam
- Paperina nei corti di Paperino (dal 1980 al 1988)
- Belfy in Belfy e Lillibit
- Aiko in Sampei
- Angelina in Belle et Sebastien
- Takomi in Muteking
- Teela in He-Man e i dominatori dell'universo
- Luann Van Houten (st. 7-8), Jessica Lovejoy (ep. 6.07), Maggie Simpson (ep. 20.20) e Paula (ep. 31.06) ne I Simpson[1]
- Morgana MacCawber (1ª voce) in Darkwing Duck
- Judy Jetson ne I pronipoti
- Miranda Wright in Bonkers - Gatto combinaguai
- Sadira in Aladdin
- Wendy in Bob aggiustatutto
- Dr. Director in Kim Possible
- Arachne in Soul Eater
- Marianne Vi Britannia in Code Geass: Lelouch of the Rebellion
- Miss Hatch in Tom
- Kelly in A tutto reality presenta: Missione Cosmo Ridicola
- Ugga Crood ne I Croods - Le origini
- Maga in Masters of the Universe: Revelation
- Penny Sanchez (1ª voce) in Zona Gesso (st. 1)

## Radio
- Juma in Dylan Dog, regia di Armando Traverso - sceneggiato (Rai Radio 2, 2002)
- Iran in Blade Runner, cacciatore di androidi - sceneggiato (Rai Radio 2, 2003)

## Filmografia
- Provaci ancora prof! – serie TV, episodio 3x06 (2008)

## Riconoscimenti
- Leggio d'oro
  - 1995 – Voce cartoon per La bella e la bestia[2]